# Чопівка
Чопівка (угор. Beregardó) — колишній населений пункт, передмістя Берегова, Закарпатська область, Україна. Село приєднане до міста у 1958 році.

## Назва
Угорськомовна назва села Beregardó походить від двох слів: Bereg (частина угорськомовної назви міста Берегове) та erdő (ліс).

## Географія
Село знаходилося за 2 км на північ від Берегова. Його територія зараз належить вулицям Петефі та Жиґмонда Перені. У колишньому селі тече річка Вирка (Верке).

## Історія
Уперше згадується у 1332 році як Ordow. У 1347 році згадується як Ordo, 1480 — Zaazardo, 1550 — Ardo. У XIX столітті називалось Beregszaszveg. У «Географічному словнику Угорщини» Елека Феньєша 1851 року село описується так:
|  | Угорське село в комітаті Берег на віддалі 1/4 години від Берегова. Жителі: 1157 римо-католиків, 386 реформатів, 23 євреї. Є католицька каплиця, реформатська матірна церква. Землі села схожі на берегсаські, тобто родючі. Землевласники: барон Перені, граф Баркоці та декілька інших. |

З 1887 року село згадується в документах як Vegardó, а з 1913 — Beregardó.
У селі знаходився маєток графині Єлизавети Баторій. Також у селі знаходиться родинна садиба баронів Перені, у якій з 2017 року проводиться реставрація.
У 1566 році село спалене під час набігу татар.

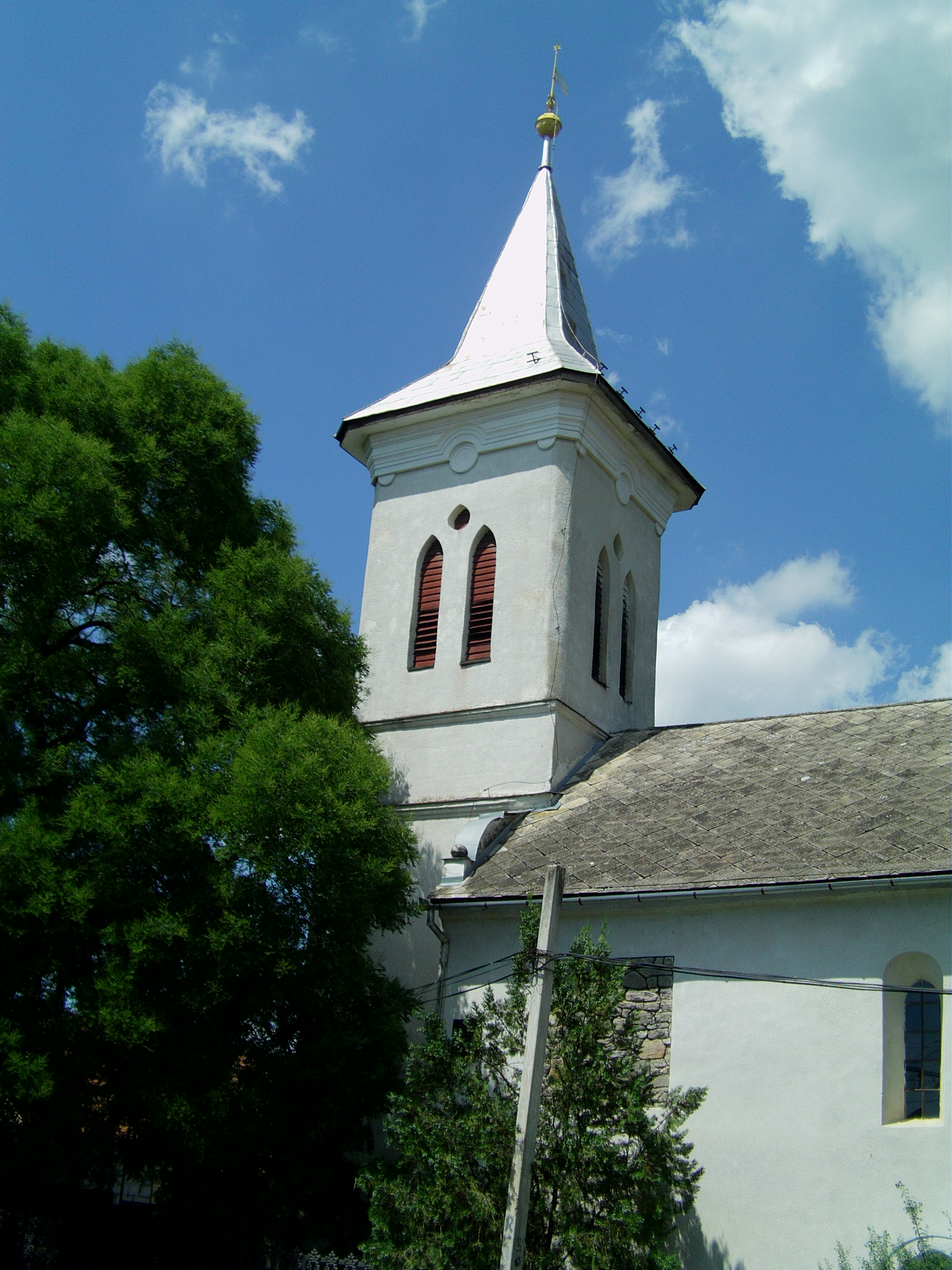
Костел у селі Чопівка

У селі знаходиться реформатська церква. Вона була побудована у XIV столітті в готичному стилі, проте під час Реформації перейшла до протестантської громади Чопівки. Ремонт у цій церкві проводився в 1779 році. Сучасна будівля церкви зведена у 1938 році. За часів СРСР будівля була відібрана від релігійної громади та повернута у 1989 році. За цей час у 1975—1978 в церкві відбувся ще один ремонт. У 1973 році в церкві був музей атеїзму. 
У 1910 році в селі проживали 812 осіб, більшість з яких були угорцями.
У 1919 році внаслідок Сен-Жерменського мирного договору село увійшло до складу Чехословаччини. Внаслідок Другої світової війни Чопівка увійшла до складу Радянського Союзу. У 1958 році село приєднали до міста Берегове.

## Відомі особистості
- У 1783 році в селі народився Жиґмонд Перені — один з лідерів Угорської революції (1848—1849).
- У 1828 році в селі помер угорський мовознавець Берегсасі Нодь Пал.